# سعيد علي
سعيد علي (26 أغسطس 1980 في لبنان - ) هو لاعب كرة قدم كندي في مركز الهجوم. لعب مع Toronto Lynx ‏ وHamilton Croatia ‏ وفانكوفر وايتكابس (نادي كرة قدم) ونادي العقبان البيضاء الصربية وبيتسبورغ ريفرهوندز.

## وصلات خارجية
- سعيد علي على موقع أرشيف الشارخ.
- سعيد علي على موقع قاعدة بيانات كرة القدم.إي يو (الإنجليزية)